# Hui Ruoqi
Hui Ruoqi, född 4 mars 1991 i Liaoning, är en kinesisk volleybollspelare. Hon blev olympisk guldmedaljör i volleyboll vid sommarspelen 2016 i Rio de Janeiro.